# Birgit Amend-Glantschnig
Birgit Amend-Glantschnig (* 17. Juli 1960 in Duisburg) ist eine deutsche Kommunalpolitikerin (CDU). Von 1999 bis 2004 war sie hauptamtliche Landrätin des Kreises Wesel.

## Werdegang
Amend-Glantschnig studierte Rechtswissenschaften. Sie war Rechtsanwältin in Moers und wurde von der CDU, deren Mitglied sie seit 1998 ist, bei der Kommunalwahl 1999 als Landratskandidatin für den Kreis Wesel aufgestellt. In der Stichwahl setzte sie sich mit 51,3 % der Stimmen gegen den damaligen Amtsinhaber Bernhard Nebe (SPD) durch. Sie war damit die erste Frau in Nordrhein-Westfalen, die zur hauptamtlichen Landrätin gewählt wurde.
Bei der Kommunalwahl 2004 war der seinerzeitige Kreisdirektor Ansgar Müller (SPD) ihr Hauptkonkurrent. Während Amend-Glantschnig im ersten Wahlgang mit 43,8 % der Stimmen noch vor Müller mit 40,7 % lag, setze dieser sich in der Stichwahl durch und wurde mit 52,1 % der Stimmen neuer Landrat und Nachfolger von Amend-Glantschnig.
Amend-Glantschnig lebt in Moers und war dort auch nach ihrer Amtszeit als Landrätin für die CDU als Sachkundige Bürgerin noch kommunalpolitisch aktiv.